# Betonomieszarka Stteter
Betonomieszarka Stteter – betonomieszarka gruszkowa na podwoziu samochodowym, do transportu betonu, produkowana w Hucie Stalowa Wola w ramach umowy kooperacyjnej z niemiecką firmą Stteter od 1970 roku.  

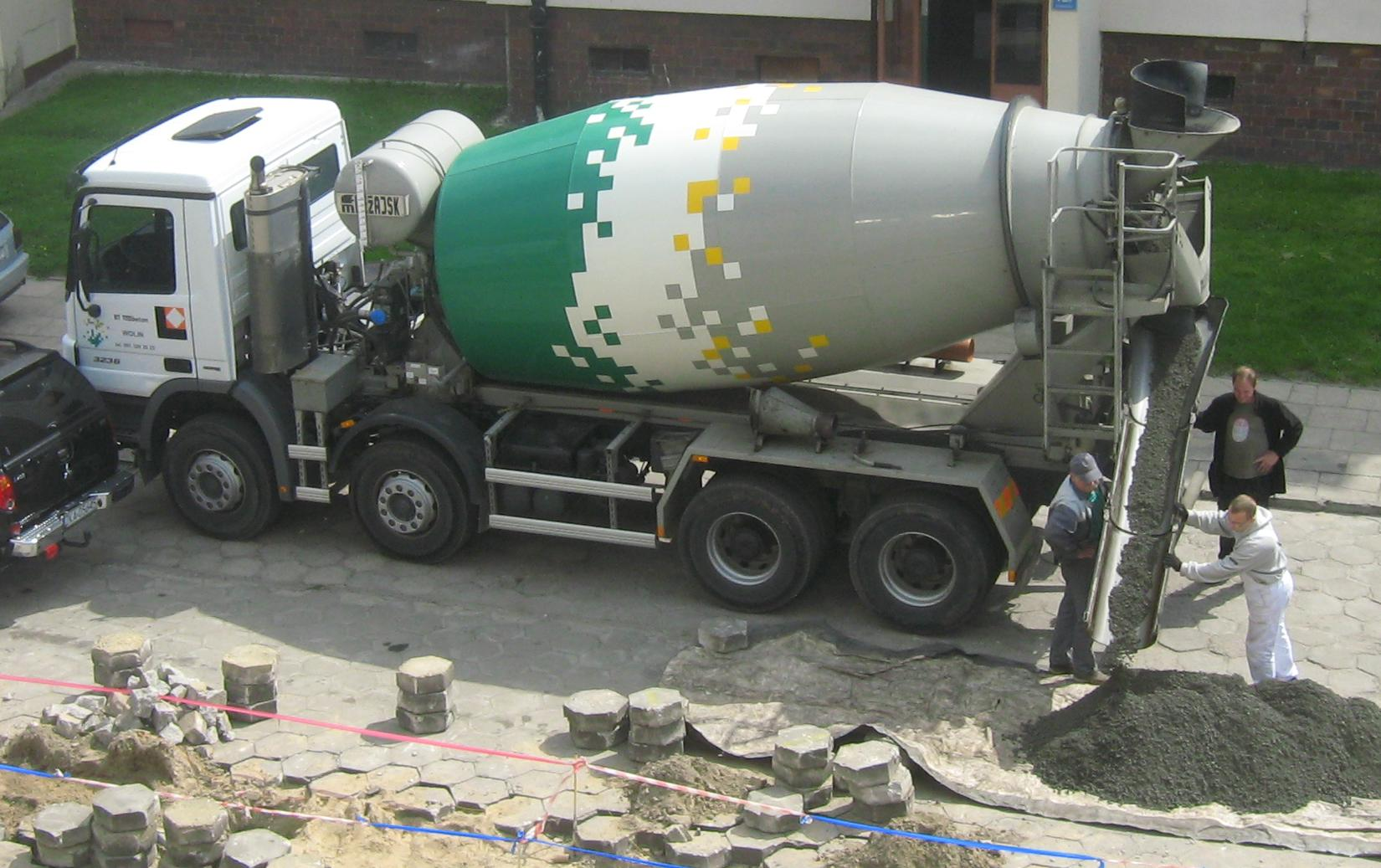
Betoniarka typu Stteter.

Schemat pracy

## Historia
W 1970, Huta Stalowa Wola, podpisała umowę z firmą Stteter z Meßkirch - Menningen, na produkcję betonomieszarek na podwoziu samochodowym. Umowę podpisano na produkcję 2 typów maszyn: o pojemności mieszalnika 4 i 6 metrów sześciennych. Początkowo HSW produkowała tylko nadwozia - gruszki mieszalnika - BSH-061C, ale już od 1971 montowała je jako gotowe maszyny na podwoziu samochodu Jelcz - C317D i naczepie ZREMB NB-181 . W 1971 HSW zaczęła dodatkowo produkcję przekładni planetarnej do napędu mieszalnika, zarówno dla produkcji własnej jak i dla odbiorcy niemieckiego. Maszynę zaprezentowano po raz pierwszy w 1971 na Międzynarodowych Targach Poznańskich. Po utworzeniu Kombinatu Przemysłowego Huta Stalowa Wola w 1972, produkcję betonomieszarek ulokowano w zakładzie Leżajsku . Do 1976 wyprodukowano, trzy tysiące tych urządzeń. Na eksport betonomieszarki montowano na podwoziach samochodów, Mercedesa, Volvo, i Fiat. W 1977 sprzedano do Niemiec 1450 kompletnych maszyn i 230 przekładni planetarnych . W 1981 firma Stteter, wycofała się z zawartej umowy kooperacyjnej. Opracowano na bazie doświadczeń własną konstrukcję maszyny, która ze zamianami jest produkowana do dziś w Leżajsku . 